# Бергевёрден
Бергевёрден (нем. Bergewöhrden) — община в Германии, в земле Шлезвиг-Гольштейн. 
Входит в состав района Дитмаршен. Подчиняется управлению КЛьГ Хеннштедт.  Население составляет 33 человека (на 31 декабря 2010 года). Занимает площадь 2,64 км².